# ORP Błyskawica (H34)
O ORP Błyskawica é um contratorpedeiro que foi operado pela Marinha de Guerra Polonesa e a segunda e última embarcação da Classe Grom, depois do ORP Grom. Sua construção começou no início de outubro de 1935 nos estaleiros britânicos da J. Samuel White em East Cowes e foi lançado ao mar em outubro de 1936, sendo comissionado na frota polonesa em novembro do ano seguinte. Era inicialmente armado com uma bateria principal composta por sete canhões de 120 milímetros e seis tubos de torpedo de 533 milímetros, tinha um deslocamento carregado de mais de duas mil toneladas e conseguia alcançar uma velocidade máxima de 39 nós (72 quilômetros por hora). 
O Błyskawica passou sua curta carreira em tempos de paz se preparando para uma possível conflito contra a Alemanha. Dois dias antes do início da Segunda Guerra Mundial, o navio e outros contratorpedeiros poloneses fugiram para o Reino Unido para que não fossem tomados pelos alemães. Ele recebeu novos equipamentos e passou a atuar junto com a Marinha Real Britânica, participando de diversas operações relacionadas com as campanhas do Atlântico, Noruega, Mediterrâneo e Norte-Africana, além de várias outras ações. Nestas, o Błyskawica atuou principalmente na escolta de comboios e outros navios de guerra, tendo caçado e afundado ou ajudado a afundar muitos navios inimigos.
O contratorpedeiro foi devolvido para o controle da Polônia em 1947 e passou os anos seguintes na função de navio de treinamento. Ele foi modernizado entre 1951 e 1952 com tecnologia da União Soviética e no decorrer das décadas seguintes seu serviço consistiu principalmente em deveres de rotina e viagens diplomáticas para portos internacionais. O Błyskawica foi descomissionado em janeiro de 1975 e em maio do ano seguinte foi transformado em um navio-museu no porto de Gdynia, estando aberto para visitação pública até hoje. Em junho de 1987 recebeu a Ordem Virtuti Militari, a mais alta condecoração militar polonesa, tornando-se o único navio da história a receber essa distinção.

## Antecedentes
O Comando Naval da Marinha de Guerra Polonesa, na virada entre as décadas de 1920 e 1930, fez esforços para adquirir novos contratorpedeiros para sucederem os dois navios da Classe Wicher. O contra-almirante Jerzy Świrski, o chefe do Comando Naval, conversou em 24 de novembro de 1932 com o marechal Józef Piłsudski e conseguiu seu consentimento verbal para a expansão da frota polonesa. Consequentemente, uma licitação para a construção de dois navios foi anunciada em maio de 1933 para estaleiros franceses, porém isto foi um fracasso, assim outra licitação foi aberta em janeiro de 1934 para estaleiros suecos, que também não teve sucesso. Durante a mesma época foi estabelecido que as embarcações deveriam ser armadas com uma bateria principal de canhões Bofors de 120 milímetros.
Uma terceira licitação foi aberta em julho de 1934 para estaleiros britânicos. O comitê de escolha anunciou em 4 de setembro que a proposta vencedora tinha sido aquela da John I. Thornycroft & Company, com o segundo lugar ficando com a proposta da J. Samuel White. Entretanto, o custo do projeto da Thornycroft revelou-se ser muito elevado, assim foi decidido encomendar os navios com a J. Samuel White, porém os poloneses exigiram algumas alterações, como o fortalecimento do armamento principal. Um contrato para a construção e entrega de dois contratorpedeiros foi concluído em 29 de março de 1935, tendo sido assinado no lado polonês pelo engenheiro Mikołaj Berens. O contrato garantia que os britânicos entregassem os navios finalizados no prazo de 26 meses depois do batimento de quilha. O projeto final foi finalizado em maio do mesmo ano.

## Características
O Błyskawica era um contratorpedeiro grande, chamado pelos britânicos de "líder de flotilha". Ele tinha 108,8 metros de comprimento entre perpendiculares, 114 metros de comprimento de fora a fora e boca de 11,3 metros. Seu deslocamento padrão era de 2 043 toneladas, enquanto o deslocamento carregado ficava em 2 560 toneladas, o que lhe deixava com um calado de 3,3 metros. Seu sistema de propulsão era composto por dois conjuntos de turbinas a vapor Parsons que giravam duas hélices de três lâminas cada. O vapor provinha de três caldeiras Admiralty de tubo de água de três cilindros que operavam a uma temperatura de 331 graus Celsius e uma pressão de 26,2 atmosferas. Esse sistema era capaz de produzir 54,5 mil cavalos-vapor (40,1 mil quilowatts) de potência, suficiente para impulsionar a embarcação a uma velocidade máxima de 39,6 nós (73,3 quilômetros por hora), o que era acima dos 39 nós contratuais. O Błyskawica podia carregar 350 toneladas de óleo combustível, o que lhe dava uma autonomia de duas mil milhas náuticas (3,7 mil quilômetros) a quinze nós (28 quilômetros por hora). Havia também uma caldeira White Forster adicional para alimentar sistemas auxiliares.
A bateria principal originalmente consistia em sete canhões Bofors calibre 36 de 120 milímetros. Estes foram montados em três torres de artilharia duplas e uma única; a torre única ficava na proa e era sobreposta por uma dupla, enquanto na popa ficavam as outras duas torres duplas, também com uma sobreposta à outra. A colocação de uma torre dupla acima de uma única na proa a protegia de ondas e permitia seu uso mesmo em mares agitados, porém causava problemas de instabilidade. O armamento antiaéreo tinha dois canhões automáticos Bofors calibre 60 de 40 milímetros em bases estabilizadas, colocadas em pedestais na linha central do casco entre a chaminé e o primeiro lançador de torpedo e entre o primeiro e o segundo lançadores. Também havia quatro metralhadoras Hotchkiss calibre 30 de 13,2 milímetros em montagens duplas instaladas em plataformas laterais na superestrutura traseira. O Błyskawica também foi equipado com seis tubos de torpedo de 533 milímetros divididos em dois lançadores triplos. Havia dois trilhos para lançamento de cargas de profundidade na popa a fim de combater submarinos. O navio também era capaz de carregar entre 44 e 60 minas navais.

### Modificações

#### Durante a guerra

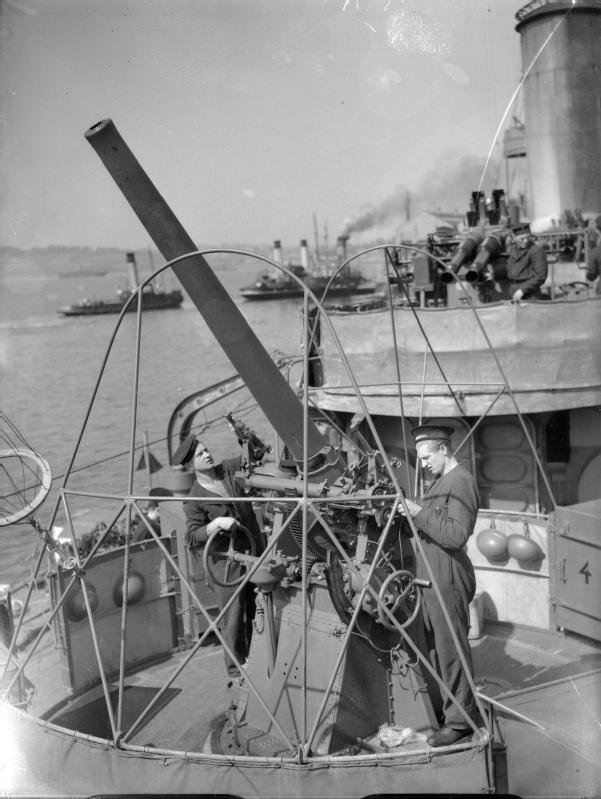
Um canhão antiaéreo de 76 milímetros a bordo do Błyskawica em 1940; atrás é possível ver dois dos canhões de 40 milímetros

Durante uma inspeção de garantia realizada no final de 1938, dois relógios de controle de disparo foram instalados nas laterais dos canhões principais da popa, com um terceiro sendo colocado na proa para transmitir informações de disparo para o navio adjacente na formação. Modernizações posteriores do Błyskawica ocorreram no Reino Unido durante a Segunda Guerra Mundial. Apenas um mês de serviço no Oceano Atlântico mostrou que a estabilidade do contratorpedeiro era insatisfatória, assim ele foi para um estaleiro em Plymouth em outubro de 1939 para que pesos desnecessários acima da linha d'água fossem removidos. Aproximadamente 56 toneladas foram retiradas, que incluíram a cobertura da chaminé, uma casa de convés com um holofote na popa, botes a remo que ficavam acima da sala de máquinas e os guindastes usados para manejá-los. O mastro tripé principal original foi removido e substituído por uma versão mais leve, com uma plataforma para um outro holofote acima da ponte de comando também sendo removida. Quatro metralhadoras Lewis de 7,7 milímetros foram instaladas. A passagem seguinte do Błyskawica por um estaleiro foi de 31 de janeiro a 9 de fevereiro de 1940 em Chatham, quando um fio desmagnetizador foi instalado. O navio passou por uma reforma em junho de 1940 em East Cowes para deixá-lo mais análogo a outros contratorpedeiros britânicos da época; seu lançado de torpedos de ré foi removido e no lugar foi instalado um canhão antiaéreo calibre 20 de 76 milímetros, que foi nomeado de "Berta" pelos tripulantes. Um ASDIC foi instalado no lugar do sonar passivo usado até então.
Outra reforma ocorreu de dezembro de 1940 a fevereiro de 1941, após o navio ter sofrido danos durante uma tempestade no Atlântico. Foi quando o Błyskawica recebeu seu primeiro radar, um modelo britânico Tipo 281 de varredura de superfície com uma antena fixa no mastro. A embarcação retornou para East Cowes em 20 de junho de 1941 para que seu armamento principal fosse substituído: os canhões Bofors de 120 milímetros foram removidos em favor oito canhões Marco XVI de 101,6 milímetros instalados em quatro torres duplas Marco XIX. O canhão de 76 milímetros foi removido e seu lançador de torpedos reinstalado, com quatro lançadores de cargas de profundidade Thornycroft Marco IV também sendo adicionados. As metralhadoras Hotchkiss foram removidas e em seu lugar o contratorpedeiro recebeu quatro canhões automáticos Oerlikon de 20 milímetros, que foram instalados em plataformas na superestrutura da popa e nas asas da ponte de comando, um nível abaixo das plataformas já existentes, que foram removidas para melhorar os arcos de tiro. Foram acrescentados um radar de controle de disparo Tipo 285 acoplado a um diretório Marco V, enquanto o Tipo 281 foi substituído por um Tipo 291 no alto do mastro, que foi reforçado por dois suportes laterais. Essas alterações reduziram a velocidade máxima do navio em dois a três nós e pioraram sua estabilidade.
Os depósitos das cargas de profundidade sob o convés e suas portas de lançamento na popa foram removidos durante uma reforma ocorrida na segunda metade de 1943, enquanto seu equipamento eletrônico foi complementado com um sistema de identificação amigo ou inimigo Tipo 252. Uma nova passagem por East Cowes em fevereiro de 1945 trouxe, entre outras coisas, uma novo radar Tipo 293 e um sistema de identificação Tipo 242. Seu lançador de torpedos de ré foi removido para tentar melhorar sua estabilidade e seu outro lançador triplo foi substituído por um modelo quádruplo. As metralhadoras Lewis também foram removidas. Foi na configuração de oito canhões de 101,6 milímetros, quatro canhões de 40 milímetros, quatro canhões de 20 milímetros e quatro tubos de torpedo de 533 milímetros que o Błyskawica serviu até o fim da guerra.
O contratorpedeiro foi pintado no período pré-guerra de acordo com os regulamentos poloneses, inteiramente cinza claro, provavelmente com um tom de metal mais escuro. O indicativo visual "H34" foi pintado na lateral do casco próximo da superestrutura depois dele ter ido para o Reino Unido. O Błyskawica foi pintado durante sua primeira reforma no final de 1939 com o tom de cinza usado por todos os contratorpedeiros britânicos da época. Manchas esverdeadas foram pintadas na proa acima da linha d'água, imitando ondas quebrando no casco, durante a Campanha da Noruega para tentar enganar embarcações inimigas sobre sua real velocidade. O navio foi repintado na segunda metade de 1941 com um padrão de camuflagem de acordo com o esquema Admiralty Light Disruptive, em que todas as suas superfícies verticais foram pintadas com manchas geométricas nas cores cinza claro, cinza-azulado e cinza-verde claro. Os conveses foram pintados em tom azul-marinho acinzentado. O contratorpedeiro foi repintado novamente em 1942, desta vez de acordo com o esquema Admiralty Dark Disruptive, que tinha manchas nas cores cinza claro, azul-acinzentado e azul-acinzentado claro. O tom preciso das cores individuais mudaram ligeiramente no decorrer do serviço. O arranjo das manchas da camuflagem foi alterado em 1944, mas manteve cores semelhantes, enquanto em maio daquele ano o esquema Admiralty Light Disruptive voltou a ser aplicado. O Błyskawica foi pintado com uma cor cinza claro uniforme depois do fim da guerra.

#### Pós-guerra

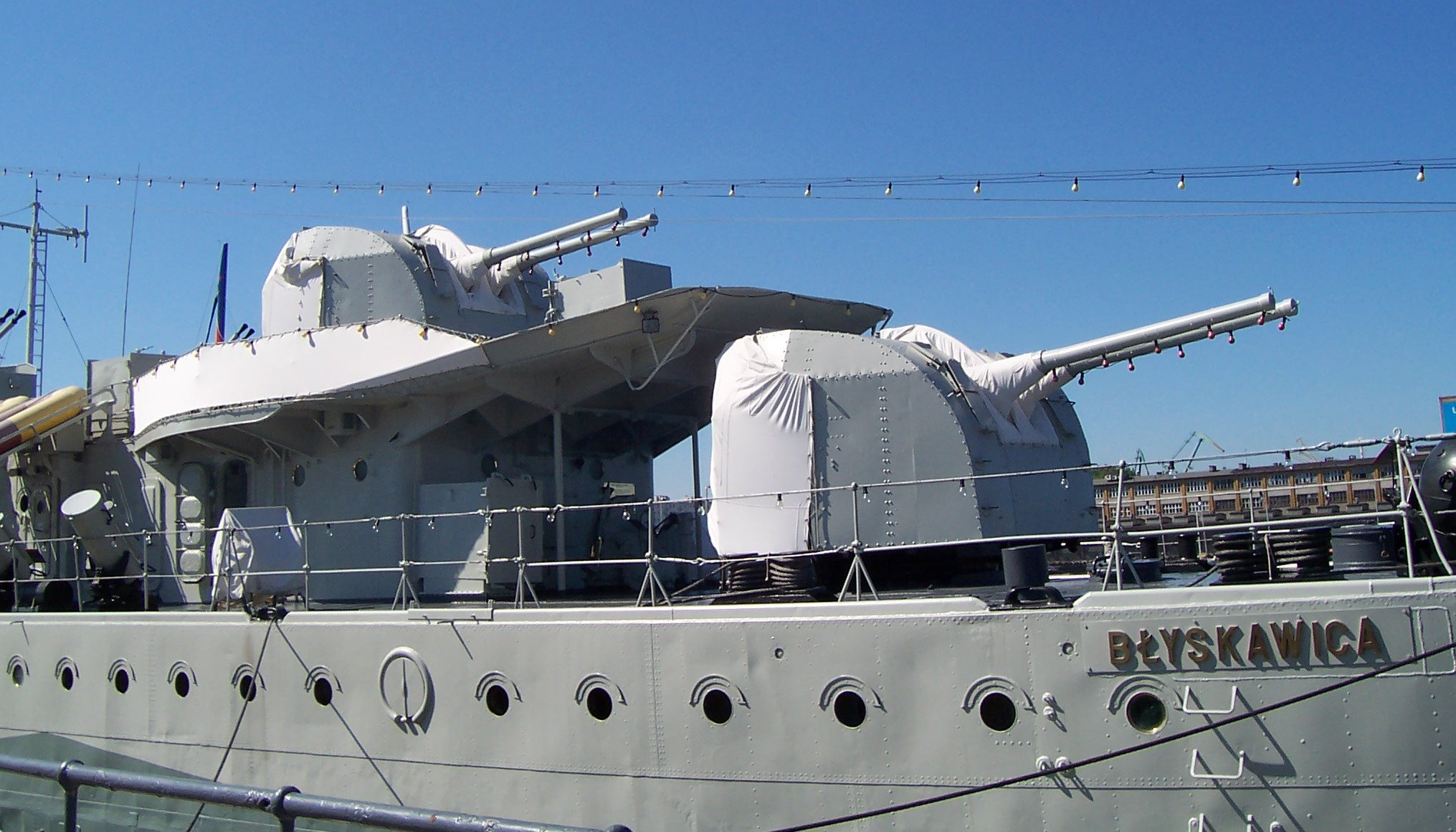
Os quatro canhões soviéticos B-24 de 100 milímetros de popa instalados no Błyskawica na década de 1950

Os britânicos removeram do Błyskawica boa parte de seus equipamentos eletrônicos mais modernos, incluindo seu radar Tipo 293 e elementos do sistema de identificação, deixando apenas aqueles equipamentos que eram de conhecimento do lado soviético por meio de acordos de Lend-Lease: os radares Tipo 291 e 285 e o ASDIC. Como o estoque de munição era muito pequeno (tendo a disposição apenas 160 projéteis de 101,6 milímetros, 58 cargas de profundidade Marco VII e quatro torpedos Marco IX), e não havendo possibilidade da aquisição de mais, o Comando Naval iniciou acordos com a União Soviética para a substituição de seus armamentos. A decisão de reequipar o contratorpedeiro foi tomada em março de 1950, o cronograma detalhado foi elaborado em julho e os trabalhos realizados entre 1951 e 1952. Os canhões de 101,6 milímetros foram substituídos por modelos soviéticos B-24 de 100 milímetros, designados pelos poloneses de P-2-100, porém as torres britânicas foram mantidas. As armas antiaéreas de 40 e 20 milímetros também foram removidas e em seu lugar foram instalados dez canhões soviéticos M1939 de 37 milímetros: duas montagens únicas 70-K nas plataformas da superestrutura dianteira e quatro montagens duplas W-11 nas plataformas dos Bofors e Oerlikons. O lançador de torpedos quádruplo foi substituído por um modelo triplo soviético dos tipos 53-38 e 53-39. Os lançadores de cargas de profundidade Thornycroft foram removidos e o soviético BMB-2 instalado em seus lugares. Os radares, ASDIC e equipamentos de rádio britânicos foram mantidos. Essas modificações aumentaram o deslocamento padrão do Błyskawica para 2 680 toneladas e o deslocamento carregado para 2 830 toneladas, enquanto o velocidade máxima ficou em 32,8 nós (60,7 quilômetros por hora).
A embarcação passou por uma grande reforma de seu casco e modernização de dispositivos e mecanismos entre 1957 e 1961. Os equipamentos britânicos estavam com uma eficiência problemática devido à falta de peças sobressalentes, assim foram removidos em favor de um sonar soviético Tamir-11, um radar de varredura geral Rif e um radar de varredura aérea Gjuis-1M4, bem como um sistema de identificação amigo ou inimigo Kremnij-2. Como a União Soviética tinha parado de fabricar projéteis de 100 milímetros para os canhões B-24, quatro mil projéteis de canhões B-34U foram modificados para o Błyskawica. Isto exigiu o enviou de materiais soviéticos ao custo de aproximadamente 250 mil rublos. A embarcação permaneceu imobilizada depois de um acidente em uma de suas caldeiras em agosto de 1967. Em 1969 teve seus alojamentos modificados para poder acomodar uma tripulação reduzida, com sua próxima reforma ocorrendo na metade da década de 1970 a fim de adaptá-lo para a função de navio-museu.
A pintura do Błyskawica no pós-guerra foi semelhante aos padrões usados nos navios soviéticos durante o período, com as superfícies verticais sendo pintadas em uma cor cinza claro, enquanto os conveses superiores em um marrom-tijolo. Na década de 1960 a cor predominante passou a ser um cinza médio, com tons ligeiramente mais escuros nas laterais. O indicativo visual passou a ser "51" e depois "271", sendo pintado de branco com sombra preta. Foi em uma pintura semelhante, sem o indicativo visual, que o navio foi exibido até meados da década de 1990, depois do qual padrões coloridos semelhantes aos esquemas usados na guerra passaram a ser usados.

## História

### Construção

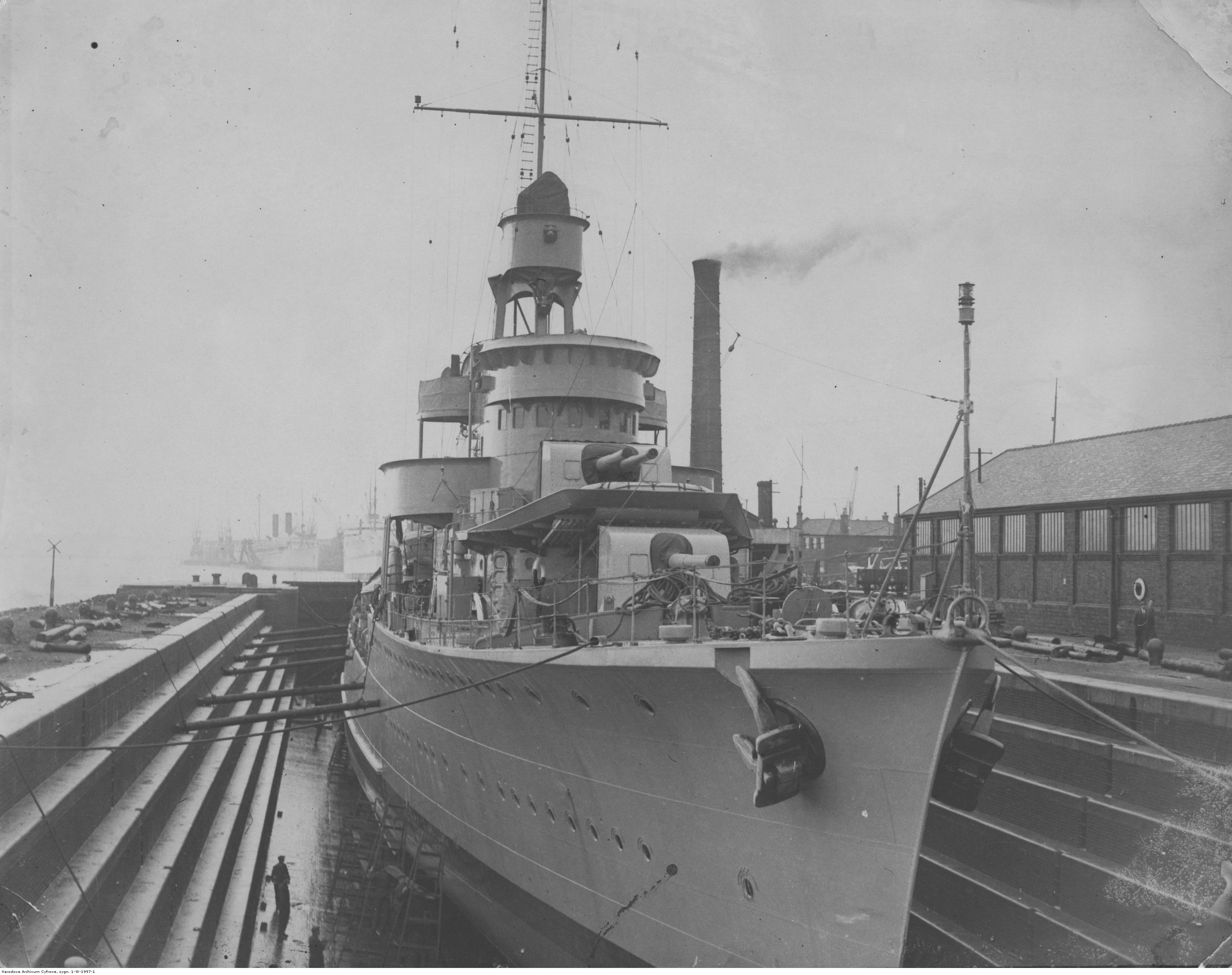
O Błyskawica em uma doca seca em 1937 antes de seu comissionamento

O batimento de quilha do Błyskawica ocorreu em 1º de outubro de 1935 nos estaleiros da J. Samuel White em East Cowes na Ilha de Wight, Inglaterra, Reino Unido. Seu número de casco foi 1801. Ele e seu irmão ORP Grom foram os maiores navios construídos pela J. Samuel White até então. Do lado polonês, os trabalhos foram supervisionados por uma comissão especial presidida pelo engenheiro comandante Stanisław Rymszewicz. O nome Błyskawica foi oficialmente escolhido por Świrski em 3 de maio de 1936. O lançamento ao mar ocorreu às 11h55min de 1º de outubro de 1936, exatamente um ano depois do início das obras. Sua madrinha foi Cecylia Raczyńska, a esposa de Edward Bernard Raczyński, o então embaixador polonês em Londres. Entre os convidados de honra para a cerimônia estavam o almirante sir William Wordsworth Fisher, comandante da guarnição de Portsmouth; lorde George Jellicoe, 2º Conde Jellicoe; o empresário sir Samuel Instone e Stanley V. Goodall, o Diretor de Construção Naval do Almirantado Britânico. Do lado polonês estavam presentes Raczyński, o cônsul polonês Karol Poznański e o engenheiro comandante Aleksander Rylke.
Os trabalhos de equipagem e finalização foram ligeiramente atrasados, parcialmente devido a uma falha do lado polonês no atraso da entrega de alguns materiais necessários em 1936. A embarcação foi formalmente finalizada em 1º de outubro de 1937, com seus testes marítimos ocorrendo entre setembro e outubro. Durante estes foi detectado problemas de vibração no seu casco, o que exigiu a substituição de alguns parafusos e trabalhos de correção nos tubos de água das caldeiras. Um teste de velocidade foi realizado em 22 de novembro, durante o qual o navio foi capaz de alcançar uma velocidade máxima de 40,4 nós (74,8 quilômetros por hora). O Błyskawica foi oficialmente comissionado na frota polonesa em 25 de novembro de 1937 por ordem do major-general Tadeusz Kasprzycki, o Ministro de Assuntos Militares. O estandarte naval polonês foi hasteado no navio no mesmo dia, depois do qual ele partiu para Gdynia com uma tripulação comandada pelo comandante Tadeusz Morgenstern-Podjazd. Ele chegou na Polônia em 1º de dezembro e foi recepcionado pelo contratorpedeiro ORP Wicher e dois caça-minas. O indicativo visual "BŁ" deveria ter sido pintado no seu casco, porém isto não ocorreu devido a uma mudança de regulamentos visuais para os navios da marinha.

### Tempos de paz

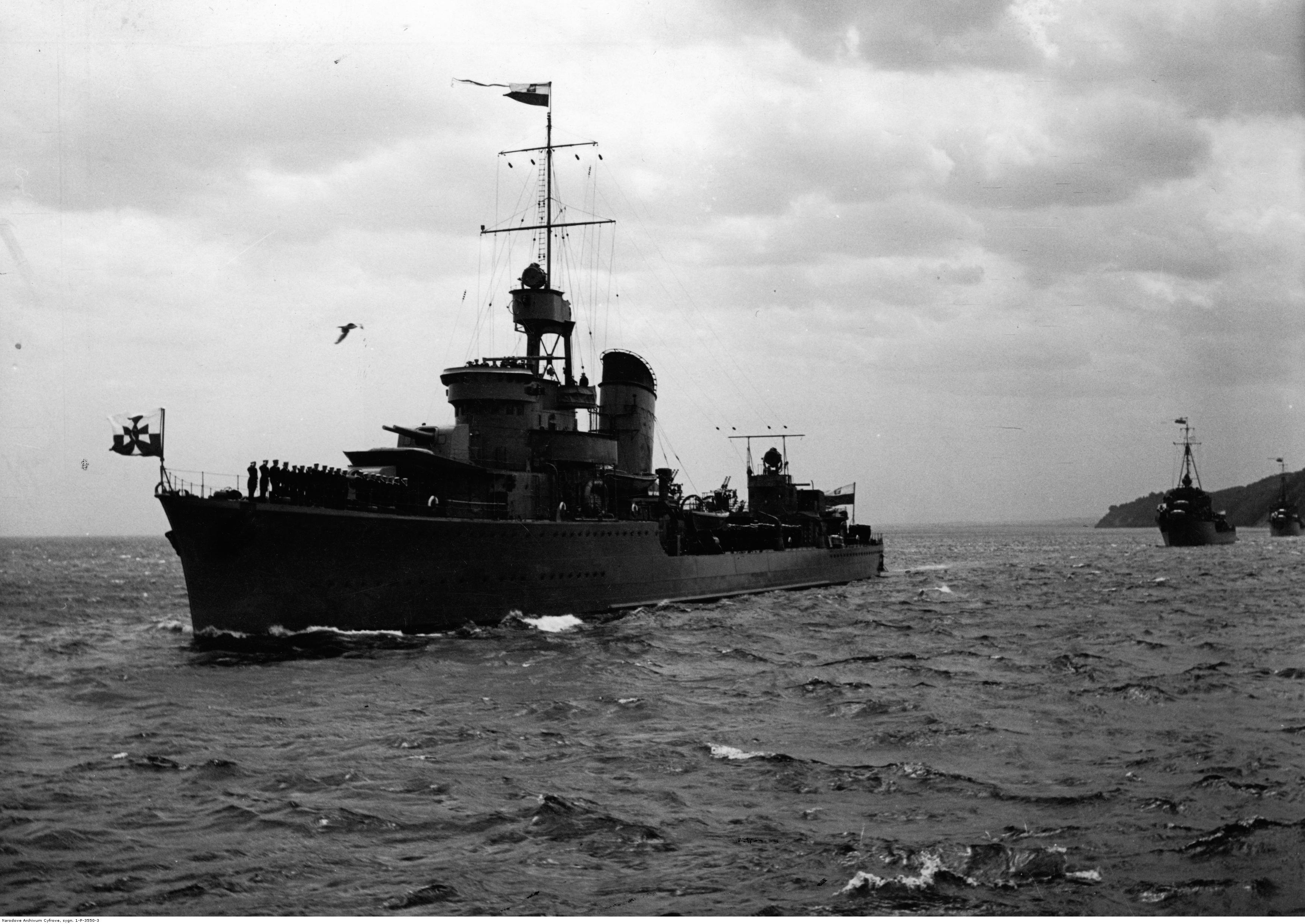
O Błyskawica em Gdynia em 1938

O tenente-comandante Włodzimierz Kodrębski assumiu o comando do Błyskawica em 4 de janeiro de 1938, mesmo dia em que a tripulação foi completada. O navio inicialmente permaneceu na reserva para que trabalhos de acabamento pudessem ser feitos, incluindo a instalação de dispositivos de controle de disparo produzidos pela Polskie Zakłady Optyczne. O navio partiu em 15 de fevereiro com uma esquadra e realizou exercícios junto com outras embarcações e treinamentos intensivos para sua tripulação. Essas atividades foram interrompidas apenas por uma viagem de cortesia que o Błyskawica e o Grom fizeram entre 22 e 24 de agosto para Copenhague, na Dinamarca. A Esquadra de Contratorpedeiros foi colocada em alerta máximo na noite de 18 para 19 de março de 1939 depois que a Alemanha anexou o Território de Memel. O navio foi inspecionado no cais do estaleiro de Gdynia de 1 a 8 de maio e no dia seguinte ele se tornou a capitânia do tenente-comandante Roman Stankiewicz, o comandante da esquadra. Procedimentos de mobilização foram adotados para que as embarcações polonesas estivessem em constante prontidão para combate, colocando as tripulações de artilharia sempre em alerta e limitando as paradas dos navios e desembarques de tripulantes.
Świrski pediu em maio ao marechal Edward Rydz-Śmigły, o Inspetor Geral das Forças Armadas, para a elaboração de um plano de enviar Esquadra de Contratorpedeiros para o Reino Unido em caso de guerra contra a Alemanha. Conversas entre oficiais poloneses e britânicos começaram no mesmo mês em Varsóvia, com um dia sendo dedicado exclusivamente a assuntos navais. O lado britânico apresentou a possibilidade de disponibilizar suas bases para uso dos navios poloneses. Rydz-Śmigły e o Estado-Maior das Forças Armadas deram sua aprovação preliminar, sob a condição de que uma força suficiente fosse deixada para defesa do litoral polonês. Świrski novamente pediu permissão a Rydz-Śmigły em agosto para enviar as embarcações imediatamente para o Reino Unido, desta vez conseguindo permissão, principalmente por pressão de oficiais britânicos, nominalmente do adido naval comandante Eric Lloyd Wharton e do major-general sir Adrian Carton de Wiart, o chefe da missão militar britânica na Polônia.

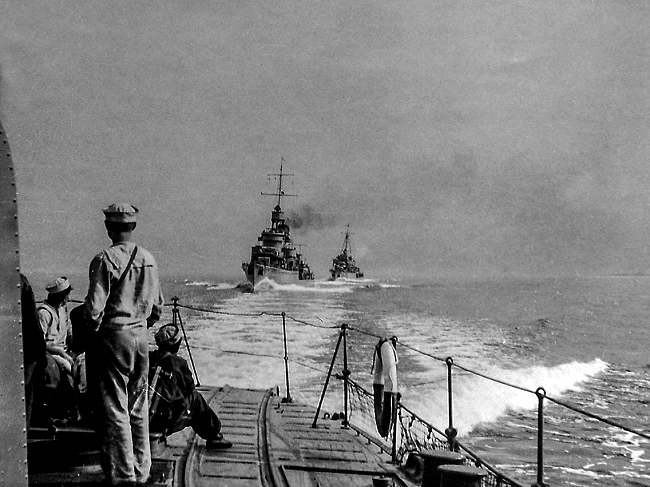
O Błyskawica, Grom e Burza fugindo para o Reino Unido em agosto de 1939

Por volta do meio-dia de 30 de agosto, após o consentimento de Rydz-Śmigły, o Comando Naval emitiu um sinal de rádio para que os navios da Esquadra de Contratorpedeiros executassem o chamado Plano Pequim. As ordens tinham sido assinadas alguns dias antes pelo contra-almirante Józef Unrug. Stankiewicz recebeu os comandantes do Błyskawica, Grom e ORP Burza para uma reunião a bordo do Błyskawica às 12h50min. Os três deixaram o porto às 14h15min em formação, com o Błyskawica na vanguarda, e seguiram primeiro para Península de Hel e então para Bornholm. A informação sobre suas partidas foi interceptada pelo monitoramento de rádio alemão, com navios e aeronaves sendo enviados para observá-los. Durante a noite os poloneses foram seguidos por contratorpedeiros alemães e pelo cruzador rápido Königsberg. A esquadra cruzou o Kattegat no dia seguinte, sendo avistados no caminho por dois submarinos e à tarde por aviões Dornier Do 18. Os navios receberam uma mensagem de rádio às 9h25min de 1º de setembro informando-os sobre a invasão da Polônia. As embarcações encontraram com os contratorpedeiros britânicos HMS Wanderer e HMS Wallace à tarde no mesmo dia, que os escoltaram até Leith. O Błyskawica, Grom e Burza permaneceram no local e depois em Rosyth, sendo tratados nesse período na forma de um "internamento amigável", que significava não unidades militantes, mas sim navios em visita de cortesia. Isto durou até 3 de setembro, quando o Reino Unido declarou guerra contra a Alemanha.

### Segunda Guerra Mundial

#### Atlântico e Mar do Norte

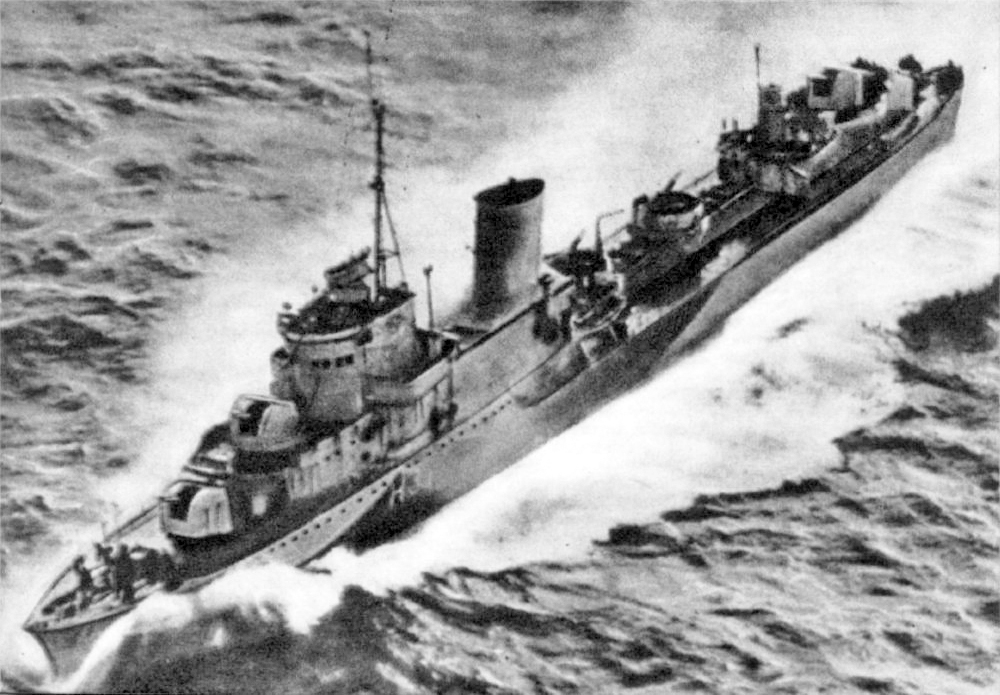
O Błyskawica no Oceano Atlântico

Stankiewicz relatou ao Almirantado Britânico em 4 de setembro que seus navios estavam prontos para atuarem junto com a Marinha Real Britânica. A esquadra recebeu ordens dois dias depois para navegarem até a base de Devonport, onde ficariam subordinados ao almirante Martin Dunbar Nasmith, o comandante do Comando das Abordagens Ocidentais. Vigias no Błyskawica avistaram um objeto em 7 de setembro que supostamente era um u-boot, porém isso provavelmente era incorreto, pois o U-27, o único na área nessa data, não relatou nenhum evento. Os contratorpedeiros poloneses lançaram um ataque descoordenado e relataram a destruição de um inimigo. Outro ataque contra um suposto submarino detectado por uma aeronave foi realizado pelo Błyskawica e Grom no dia 10, porém novamente não há confirmação que era realmente um u-boot. O Błyskawica foi enviado para Liverpool em 13 de setembro, partindo no dia 18 na escolta de um navio que deveria embarcar materiais militares na Romênia para a Polônia. A viagem foi interrompida no dia 22 em Gibraltar devido à deterioração da situação da Polônia depois da invasão soviética e o recuo dos romenos. Dessa forma, o navio polonês retornou para o Reino Unido em 26 de setembro como parte do comboio HG-1. Essas primeiras viagens pelo Oceano Atlântico mostraram que o Błyskawica e o Grom tinham problemas de instabilidade, o que fez com que fossem enviados para um estaleiro a fim de passarem por modificações. Nesse período, o oficial comandante do Błyskawica passou a ser o capitão Tadeusz Gorazdowski. A esquadra polonesa foi então transferida para Harwich a fim de operar no Mar do Norte. Lá passaram a integrar a 22ª Flotilha de Contratorpedeiros e, após a dissolução desta, a 1ª Flotilha, com a qual operaram até abril de 1940. O Błyskawica e o Grom foram atados em 7 de novembro próximo do Banco de Dogger por hidroaviões alemães Heinkel He 115, porém não foram danificados.
O navio foi visitado em 17 de novembro pelo primeiro-ministro tenente-general Władysław Sikorski. No final do mês, o Błyskawica resgatou sobreviventes dos naufrágios do transatlântico japonês Terukuni Maru e do navio de carga britânico SS Sheaf Crest. Ainda em novembro, o oficial comandante da embarcação passou a ser o tenente-comandante Jerzy Umecki. O Błyskawica deu cobertura em 15 de dezembro para o estabelecimento de um campo minado próximo de Borkum, seguido pelas semanas seguintes por patrulhas baseadas a partir de Harwich. Durante uma delas, em 16 de janeiro de 1940, uma equipe de embarque foi enviada para um navio-tanque a fim de verificar que ele não estava transportando contrabandos para a Alemanha. Oficiais do Błyskawica acusaram Umecki em janeiro de inépcia, com o resultado sendo que Gorazdowski, que tinha voltado para sua função anterior de segundo em comando e era contra Umecki, foi transferido para uma designação em terra. Entretanto, outros quatro oficiais submeteram um relatório e assim Umecki foi removido de seu posto em 16 de fevereiro. Ao mesmo tempo, um outro grupo de oficiais, suboficiais e marinheiros foram transferidos para completarem a tripulação do recém-adquirido contratorpedeiro ORP Garland. O novo oficial comandante do Błyskawica foi o tenente-comandante Stanisław Nahorski. Em 22 de março, a embarcação mais o Burza e o contratorpedeiro britânico HMS Codrington escoltaram um navio e três submarinos franceses entre Brest e Harwich. A esquadra polonesa retornou nos primeiros dias de abril e foi colocada à disposição da Frota Doméstica, sendo transferida primeiro para Rosyth e depois Scapa Flow.

#### Noruega e França
A Alemanha invadiu a Noruega em abril de 1940 e os contratorpedeiros poloneses foram enviados para participarem da campanha. Eles escoltaram o comboio HN-24 entre Bergen e o estuário do rio Forth de 9 a 12 de abril. A esquadra partiu para Narvik em 19 de abril. No dia seguinte, às 12h48min ao nordeste de Shetland, o submarino alemão U-9 avistou e disparou dois torpedos contra o Błyskawica a uma distância de setecentos metros. Os torpedos estavam equipados com detonadores magnéticos pouco confiáveis, com um deles explodindo prematuramente algumas dezenas de metros antes do navio, enquanto o outro errou. O Błyskawica e o Grom começaram a atuar na área de Narvik a partir do dia 23, realizando ações de patrulha e bombardeamento de litoral pelos dias seguintes. O contratorpedeiro foi atacado por uma aeronave em 2 de maio e a noite foi atingido por disparos de um canhão de 88 milímetros alemão. Quatro projéteis acertaram o casco e danificaram, entre outras coisas, um tudo de vapor de uma das salas de máquinas. Três marinheiros foram feridos e o navio recuou para ser reparado. Seu lugar foi preenchido pelo Grom, que foi afundado em 4 de maio por bombardeios alemães. O Błyskawica retornou no dia seguinte e em 6 de maio seus artilheiros conseguiram abater um avião inimigo. Em 8 de maio foi visitado pelo almirante de frota lorde William Boyle, 12º Conde de Cork e Orrery, permanecendo no local até o dia 10 por conta de uma tempestade. Sua tripulação abateu mais um avião durante ataques aéreos no mesmo dia, em seguida partindo para Scapa Flow junto com o Burza e o HMS Gallant, chegando em 12 de maio. Ele foi para Harwich no dia 18.
Após uma estadia em um estaleiro, o Błyskawica realizou uma patrulha no litoral francês em 26 de maio de 1940, onde a Operação Dínamo já estava em andamento. Sua primeira tarefa foi proteger o cruzador rápido HMS Galatea. Na noite de 27 para 28 de maio, na companhia do contratorpedeiro britânico HMS Vega, a embarcação fez um reconhecimento da área para avaliar a possibilidade de uma evacuação diretamente do porto de Dunquerque. O Błyskawica relatou que uma aeronave inimiga provavelmente foi abatida por seus artilheiros durante essa ação. Os dois contratorpedeiros deram cobertura para rotas de evacuação no Mar do Norte pelo dia seguinte. Ambos rastrearam o submarino U-62 na noite do dia 29 e foram atacados duas vezes, às 4h13min e 8h00min, por torpedos lançados pelo U-60. No segundo ataque, o Błyskawica desacelerou para desviar, com o torpedo passando a apenas quarenta metros da sua proa. Os navios contra-atacaram, porém não foram bem-sucedidos e foram forçados a recuar por estarem sob ataque aéreo. Durante a tarde, o Błyskawica rebocou o danificado contratorpedeiro britânico HMS Greyhound até Dover, enquanto na madrugada de 30 para 31 de maio ele deu cobertura para o contratorpedeiro francês Cyclone, que tinha sido danificado por lanchas torpedeiras, no caminho também resgatando quinze sobreviventes do naufrágio do contratorpedeiro Sirocco, outra vítima das lanchas. A embarcação retornou para Harwich em 2 de junho. Entre 11 de junho e 14 de agosto ele passou por estaleiros em East Cowes e Southampton, ajudando nesse período a repelir pelo menos dois ataques aéreos alemães, abatando uma aeronave em 12 de agosto.

#### Retorno ao Atlântico

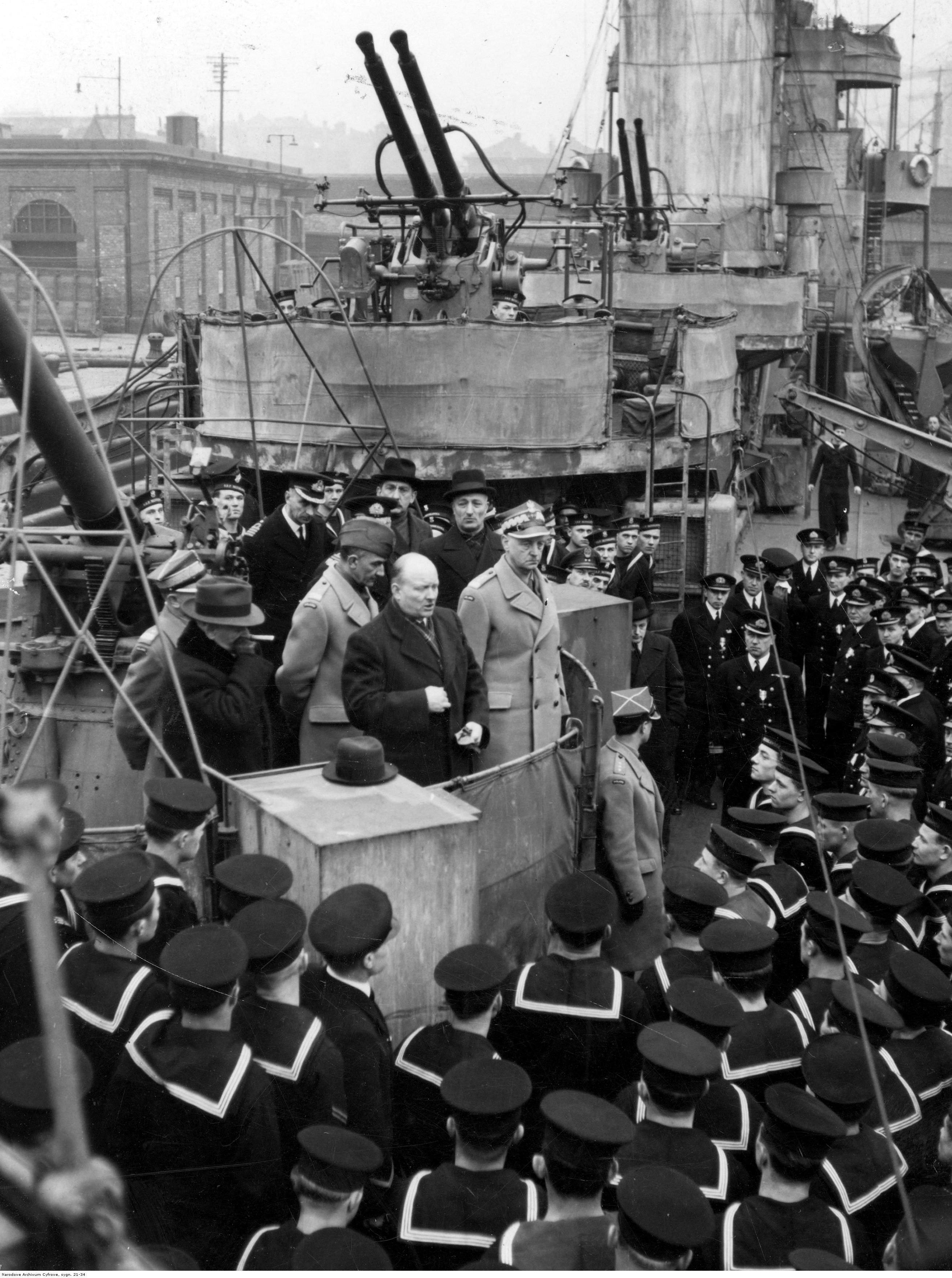
O vice-primeiro-ministro Stanisław Mikołajczyk fala com os marinheiros do Błyskawica, c. 1940–41

Após treinamentos em Scapa Flow, o Błyskawica foi colocado na escolta de um comboio partindo de Greenock. O navio detectou o submarino U-101 às 13h55min de 3 de setembro, atacando-o duas vezes com cargas de profundidade, o que causou danos extensos o bastante para forçar o recuou do u-boot até sua base em Lorient dois dias depois. Em seguida foi para Plymouth, onde se tornou parte da Flotilha de Contratorpedeiros Poloneses estabelecida pelos britânicos, operando sem grandes incidentes na área do Canal da Mancha. O Błyskawica retornou para Greenock em 22 de outubro. Quatro dias depois, enquanto voltava ao porto com um comboio, o contratorpedeiro colidiu com o cargueiro SS Kyle Rhea, que bateu em seu lado estibordo e abriu um buraco que ia desde o convés até um metro abaixo da linha d'água. Os reparos foram realizados entre 5 de novembro e 3 de dezembro. O navio deixou Greenrock no dia seguinte para escoltar mais um comboio no Atlântico, porém no meio do caminho foi pego por uma enorme tempestade que causou danos sérios à embarcação, incluindo falhas no mecanismo de direção, bússola giroscópica e dispositivos de comunicação. Seu lançador de torpedos de ré sofreu uma falha que o fez girar descontroladamente , o que dificultou a comunicação entre a proa e a popa. Seu problema no leme foi resolvido graças aos trabalhos de marinheiros sob a liderança dos tenentes Franciszek Czelusta e Zbigniew Węglarz. O Błyskawica sobreviveu à tempestade e conseguiu retornar para Greenrock. Os consertos duraram dois meses e, durante esse período, em 27 de dezembro, ele foi novamente visitado por Sikorski. A tripulação do navio participou em 13 de março de 1941 da defesa aérea da cidade de um ataque alemão, reivindicando ter abatido uma aeronave. O navio foi para Plymouth em 2 de junho e depois no dia 20 entrou no estaleiro para ter sua bateria principal substituída. Em seguida passou por testes e treinamentos em Plymouth e Scapa Flow até dezembro.
O Błyskawica operou no Atlântico Norte entre dezembro de 1941 e abril de 1942, participando da escolta de seis comboios para a Islândia e dois cruzando o Atlântico, que incluíram a proteção do transatlântico RMS Queen Elizabeth e do porta-aviões HMS Eagle. O contratorpedeiro encontrou os destroços abandonados e em chamas do navio sueco Shantung em 2 de janeiro de 1942, afundando-o com disparos de sua bateria principal. Ele passou por mais uma tempestade em 4 de abril que avariou seu casco e caldeiras, exigindo um novo período de concertos em Southampton, Cowes e Portsmouth que duraram até julho. Enquanto estava em seu estaleiro natal, o Błyskawica e sua tripulação, sob o comando do tenente-comandante Wojciech Franck, participaram da defesa aérea de Cowes e East Cowes na noite de 4 para 5 de maio de dois enormes ataques aéreos realizados por 160 bombardeiros alemães. Nas duas ocasiões a embarcação lançou uma cortina de fumaça que dificultou a visualização da cidade por parte dos aviões alemães. O contratorpedeiro foi quase acertado por bombas várias vezes, porém conseguiu sair do estaleiro e disparar suas armas antiaéreas, que foram usadas de forma tão feroz que a tripulação precisou resfriá-las com baldes de água para evitar danos por superaquecimento. Após ambos os ataques, tripulantes foram enviados em terra para ajudar no combate a incêndios e socorro das vítimas. Vários cidadãos locais creditaram o Błyskawica e sua tripulação por terem salvo várias vidas e impedido uma destruição maior da área. Como gratidão, dois meses depois, os habitantes presentearam Francki com uma medalha comemorativa, enquanto em maio de 2004 um praça local foi nomeada Francki Place em sua homenagem. O aniversário do ataque é uma ocasião relembrada anualmente em Cowes.
O navio retornou para a escolta de comboios pelo Atlântico e Mar da Irlanda a partir de 1º de agosto, tendo logo no dia seguinte participado de um ataque contra um suposto u-boot avistado. No decorrer dos dois meses seguintes participou de dezessete operações de escolta de comboios e patrulhas, incluindo o reforço do combalido Comboio SC 94 em 8 de agosto. Dois dias depois foi provavelmente o alvo de um ataque de três torpedos lançados pelo submarino U-256, porém não foi atingido. Em outubro escoltou o transatlântico RMS Queen Mary, testemunhando quando este colidiu e afundou o cruzador rápido HMS Curacoa próximo do litoral irlandês no dia 2.

#### Mediterrâneo
Nessa altura foi decidido enviar o Błyskawica, então comandado pelo tenente-comandante Ludwik Lichodziejewski, para servir no Mar Mediterrâneo. Ele partiu para Gibraltar em 18 de outubro na companhia dos contratorpedeiros britânicos HMS Bramham e HMS Cowdray, chegando no local e encontrando-se com a frota que estava se preparando para realizar a Operação Tocha. O navio deu cobertura para o porta-aviões HMS Furious de 28 a 30 de outubro durante a Operação Trem, que reforçou a defesa aérea de Malta com 29 caças Supermarine Spitfire. O contratorpedeiro iniciou em 7 de novembro sua participação na Campanha Norte-Africana ao escoltar o comboio KMF(A)-1, que também incluía o navio de transporte de tropas polonês MS Sobieski. Depois disso ele apoiou desembarques de tropas na região de Argel com suporte de artilharia. Pelos dias seguintes sua tripulação ajudou a repelir ataques aéreos e liderou patrulhas anti-submarinos, relatando o provável abate de um bombardeiro Junkers Ju 88 no dia 9. Em 10 de novembro juntou-se à escolta de um comboio de Argel para Bugia. O Błyskawica participou da defesa aérea do porto de Bugia entre os dias 11 e 12 do ataque de vários aviões alemães, que se aproveitaram da falta de cobertura aérea Aliada para infligir danos pesados. Três marinheiros poloneses foram mortos no ataque, assim como um sinaleiro britânico, com 43 tripulantes sendo feridos, equivalendo a vinte por cento de toda a tripulação. Mais de duzentas perfurações de tiros foram contadas no casco e na superestrutura. Os feridos foram desembarcados e o navio seguiu para Gibraltar a fim de passar por consertos, com um funeral para os mortos ocorrendo no meio do caminho.
Os reparos terminaram em 5 de dezembro, mas o Błyskawica permaneceu em Gibraltar como parte da Força H, escoltando comboios e navios individuais para o litoral do Norte da África. O contratorpedeiro operou de Argel e Bône a partir de meados de março de 1943, agindo contra linhas de comunicação alemãs e italianas no Estreito da Sicília, repelindo diversos ataques aéreos e de submarinos durante esse período. Ele bombardeou o litoral próximo de Túnis em 27 de março, fingindo que era uma operação de desembarque. No dia 19 de abril resgatou cinco aviadores britânicos de um bombardeiro Vickers Wellington que fora abatido sobre Túnis. O Błyskawica foi atacado por bombardeiros alemães em 7 de maio perto da ilha Marettimo, com as explosões tendo danificado seu leme. Ele voltou para Bône e então foi enviado para Gibraltar via Argel para passar por consertos temporários entre 12 e 22 de maio, seguindo então de volta para o Reino Unido. O contratorpedeiro retornou ao estaleiro de Cowes e passou por uma grande reforma e manutenção até novembro. Em 21 de dezembro participou do resgate de sobreviventes de um navio-patrulha que tinha afundado durante uma tempestade próxima de Cowes. Cinco dias depois juntou-se de novo à Frota Doméstica em Scapa Flow, retornar às escoltas de comboios pelo Atlântico.

#### Últimos anos

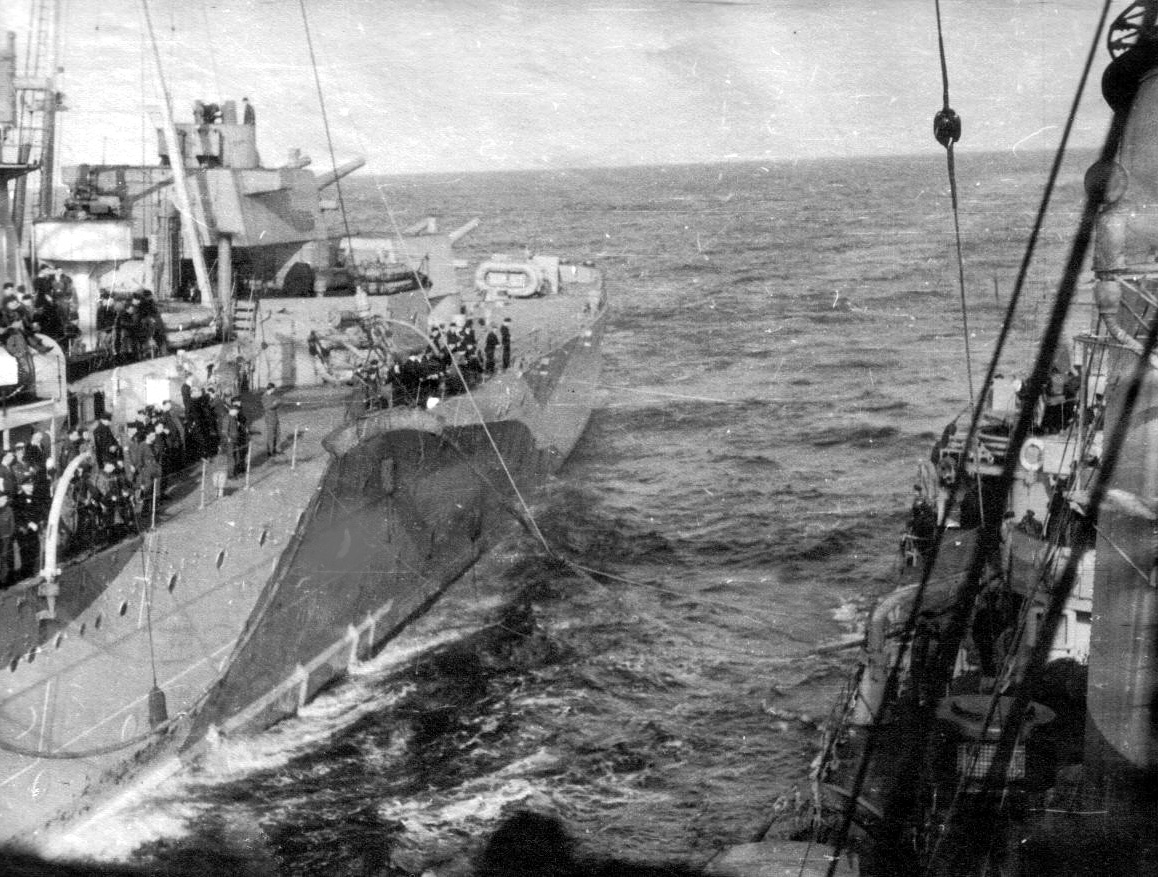
O Błyskawica sendo reabastecido por um cruzador britânico no Atlântico

Os comboios na época de inverno para a Islândia colocaram a tripulação sob condições climáticas extremas, com um marinheiro morrendo a bordo em 7 de fevereiro de 1944. O contratorpedeiro britânico HMS Musketeer colidiu com o Błyskawica no dia 24 durante uma ação junto com o Furious no litoral norueguês, o que exigiu um mês de reparos em Newcastle. Voltou para Scapa Flow em meados de abril para participar de duas surtidas contra navios alemães na Noruega em maio. Ele retornou para Plymouth em 21 de maio na companhia do ORP Piorun, onde foi designado para a internacional 10ª Flotilha de Contratorpedeiros, que durante a Operação Overlord foi encarregada de dar cobertura na parte ocidental do Canal da Mancha. A flotilha era comandada pelo capitão Basil Jones e era dividida em duas divisões, a 19ª e 20ª: a primeira era britânica e formada pela capitânia HMS Tartar, o HMS Ashanti, HMS Eskimo e HMS Javelin, enquanto a segunda tinha o Błyskawica e o Piorun, mais os canadenses HMCS Haida e HMCS Huron.
Os navios da 10ª Flotilha começaram a realizar patrulhas na área entre Brest e Jersey a partir de 29 de maio, retornando ao porto somente para reabastecimento de suprimentos. Eles estavam no mar em 6 de junho durante os Desembarques da Normandia, quando o Błyskawica, sob o comando do tenente-comandante Konrad Namieśniowski,  relatou ter atacado um submarino. A Batalha de Ushant ocorreu na noite de 8 para 9 de junho, quando as embarcações da 10ª Flotilha encontraram três contratorpedeiros e um barco torpedeiro da 8ª Flotilha de Contratorpedeiros alemã. Os dois lados se localizaram graças a radares, com o confronto sendo iniciado pelo lado alemão, que disparou uma salva de torpedos contra a 19ª Divisão por volta da 1h30min, porém todos erraram, assim os Aliados abriram fogo com seus canhões e torpedos. Consequentemente, os três contratorpedeiros alemães foram seriamente danificados, com o ZH1 sendo depois deliberadamente afundado. O contratorpedeiro Z24 e o torpedeiro T24 fugiram para Brest, enquanto o Z32 tentou navegar para o norte, encontrando a 20ª Divisão. O navio alemão ficou sob fogo inimigo, disparou uma salva de quatro torpedos e virou para o sul. A esquadra Aliada perdeu o contato enquanto desviavam dos torpedos, só reencontrando o danificado Z32 depois dele ter encalhado no litoral francês e sido abandonado por sua tripulação.
O tenente-general Kazimierz Sosnkowski, o Inspetor Geral das Forças Armadas, observou atividades no litoral francês em 26 de junho a partir do convés do Błyskawica. A 10ª Flotilha foi transferida em julho para o Golfo da Biscaia. O Błyskawica, Tartar e Haida atacaram um comboio alemão próximo de Lorient na noite de 15 de julho, afundando duas traineiras armadas e pelo menos um navio que estava sendo escoltado por elas. Os dois contratorpedeiros poloneses da 10ª Flotilha realizaram uma patrulha em 4 de agosto, encontrando e disparando por engano contra lanchas torpedeiras canadenses, matando um marinheiro. A tarefa seguinte do Błyskawica foi entrar em contato com a Resistência Francesa para entregar armas e equipamentos. A partir de novembro a embarcação passou a ser parte da 8ª Flotilha em Plymouth, voltando a suas tarefas de escolta. Ele protegeu navios passando pelo sudoeste das Ilhas Britânicas, incluindo os transatlânticos franceses SS Île de France e SS Pasteur, o britânico RMS Aquitania e o polonês Sobieski. Em 6 de dezembro, enquanto escoltava o Pasteur, o onda pegou o Błyskawica e varreu o quartelmestre Albin Jabłoński para o mar, matando-o.
O Błyskawica sofreu danos em seu leme no dia 26 de janeiro de 1945 durante um ataque com cargas de profundidade na defesa de um comboio. A parte submersa de seu casco foi inspecionada depois dele chegar no porto e foi descoberto que aproximadamente setenta por cento da lâmina do leme tendo sido perdida. Como a guerra naval na Europa estava perdendo a intensidade, optou-se por ampliar o âmbito dos trabalhos de reforma, que incluíram também uma revisão de seu sistema de propulsão e a modernização de equipamentos eletrônicos. O contratorpedeiro retornou para o estaleiro de Cowes em 4 de fevereiro, com a maior parte de sua tripulação sendo enviada para um campo de treinamento. Foi durante esse período que a guerra terminou na Europa. Os últimos trabalhos foram terminados antes de 25 de julho, depois do qual o navio participou de exercícios em Tobermory, enquanto em outubro foi para Rosyth, de onde transportou soldados e correio para portos no Mar do Norte. O Błyskawica participou em novembro de exercícios com a Frota Doméstica na companhia do couraçado HMS Rodney, depois do qual indo para Loch Ryan no dia 24 para a Operação Deadlight.

#### Fim da guerra
Os Aliados decidiram afundar 116 u-boots que tinham sido rendidos ao final da guerra. Essas embarcações foram agrupadas em duas bases: 92 em Loch Ryan na Escócia e 24 em Lisahally na Irlanda do Norte. O Blyskawica inicialmente foi designado para o primeiro grupo, executando a operação entre 25 de novembro e 27 de dezembro. Foi lhe incumbida a tarefa de afundar com disparos de artilharia aqueles submarinos que se desprendessem durante o reboque ou que não afundassem depois da detonação de explosivos. O contratorpedeiro fez ao todo sete viagens, com a primeira começando no dia 25, afundando o U-2321 e participando do naufrágio de outros três. A segunda viagem começou em 28 de novembro e o navio afundou o U-481. O Blyskawica partiu para a terceira viagem em 3 de dezembro, passando um tempo procurando o U-299, que tinha se desprendido do rebocador, enquanto a quarta viagem começou no dia 7. Os u-boots das duas viagens seguintes deveriam ser usados como alvo para submarinos britânicos. Tudo ocorreu como planejado na primeira, porém a mar estava muito agitado na segunda para que os lançamentos de torpedo fossem efetivos, assim os artilheiros poloneses afundaram o U-295, U-368 e U-1198. A última viagem se iniciou no dia 20, com o Blyskawica afundando o U-155 e U-806. O navio polonês então foi para Liverpool em 23 de dezembro, onde sua tripulação recebeu um descanso. Em seguida a embarcação foi para Lisahally cuidar dos submarinos restantes, participando de apenas duas viagens, afundando o U-861, U-278, U-363, U-825 e possivelmente o U-2341. Sua participação na operação terminou em 4 de janeiro de 1946, chegando no dia seguinte em Rosyth.
O destino dos navios e marinheiros poloneses servindo junto com a Marinha Real Britânica ficaram incertos depois do Reino Unido ter reconhecido em 5 de julho de 1945 o pró-soviético Governo Provisório de União Nacional polonês. O Błyskawica, Piorun, Garland e ORP Conrad foram atracados em Rosyth no início de 1946. O Błyskawica deixou o local na virada de fevereiro para março e seguiu para Oslo, atuando como um navio de serviço no transporte de soldados, suprimentos e correio. As embarcações polonesas em Rosyth realizaram exercícios no mar em abril, seguidos por uma viagem de ida e volta para Devonport. A decisão de desmobilizar as Forças Armadas Polonesas no Ocidente foi anunciada em 23 de maio, com o Almirantado Britânico pedindo a Świrski permissão para que os navios de propriedade do governo polonês fossem entregues à Marinha Real. Um reunião cerimonial com a tripulação do Błyskawica ocorreu cinco dias depois às 15h00min no convés em Rosyth. Francki, que tinha retornando ao comando, leu a última ordem do navio, enquanto o comodoro John Wentworth Farquhar, o Chefe do Estado-Maior da base de Rosyth, fez um breve discurso em nome do Almirantado. A bandeira polonesa foi arriada durante uma cerimônia às 15h20min. A maior parte da tripulação deixou o navio nos dias seguintes, com os restantes, incluindo Francki, cumprindo seus últimos deveres até 5 de junho. Apesar da Marinha Real ter ficado com a posse do contratorpedeiro, o Almirantado decidiu que a bandeira do Reino Unido não seria hasteada nele.
O Błyskawica navegou um total de 148 356 milhas náuticas (274 755 quilômetros) durante seu serviço na Segunda Guerra Mundial, participando de algumas das campanhas e operações mais importantes na Frente Ocidental. Ele tomou parte na escolta de 83 comboios e outras 108 operações de combate e patrulhas.

### Restante da carreira

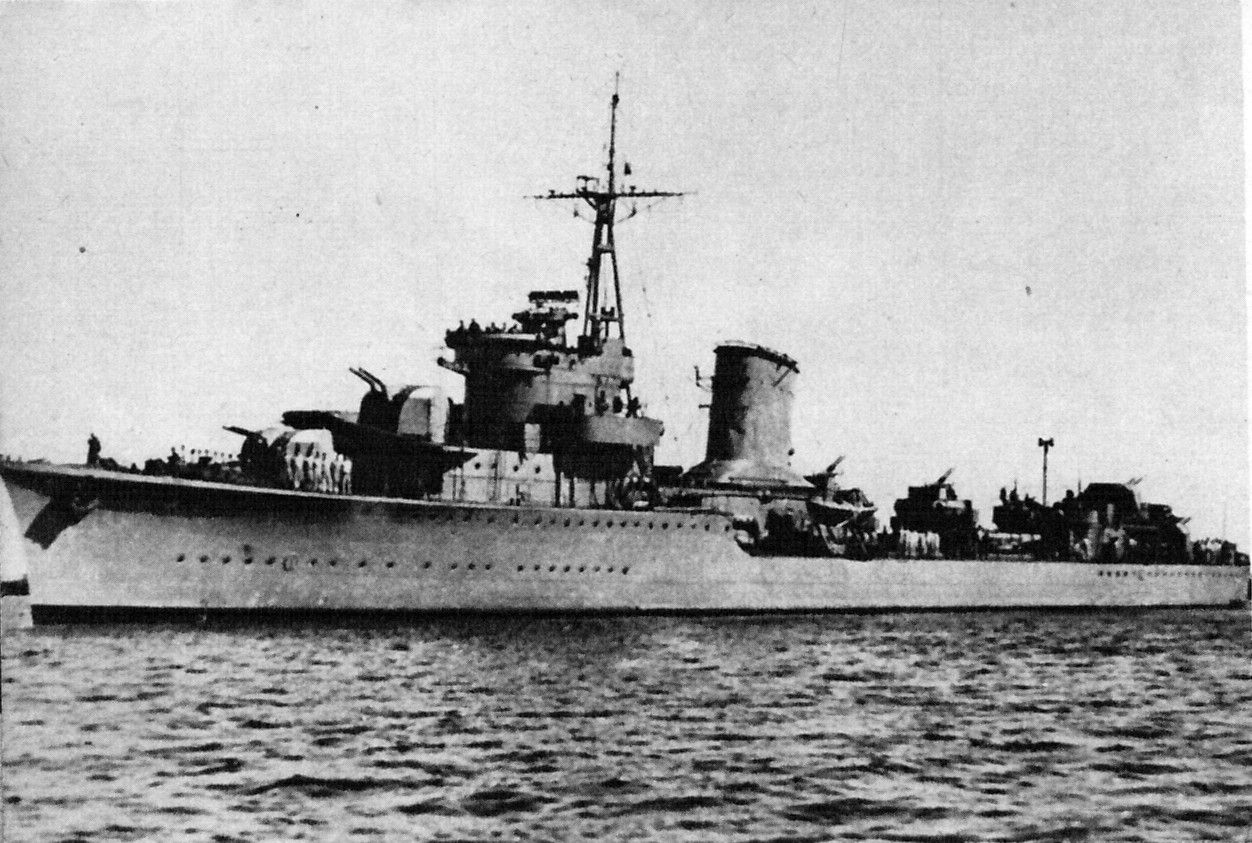
O Błyskawica em meados de 1947, logo depois de retornar para a Polônia

O governo de Varsóvia começou em junho de 1946 a negociar a devolução dos navios poloneses em posse britânica por meio do coronel Józef Kuropieska, o adido militar na embaixada de Londres. O governo britânico concordou em dezembro com a chegada de uma comissão especial para representar os interesses poloneses. O Ministério da Defesa polonês nomeou em fevereiro de 1947 uma Missão Naval, presidida pelo comandante Stefan de Walden. Ela tinha a tarefa de acertar as condições para o retorno dos navios que tinham lutado junto com o Reino Unido. A missão chegou em Londres em 9 de março, com as primeiras conversas com o Almirantado ocorrendo três dias depois. Ficou estabelecido que as embarcações seriam devolvidas e que a primeira seria o Błyskawica, pois era a que se encontrava em melhores condições. A missão inspecionou o navio em 21 de março enquanto estava ancorando em Rosyth. Detalhes técnicos e organizacionais foram decididos em negociações posteriores, incluindo a difícil questão de formar uma tripulação a partir de campos de repatriação no Reino Unido. O comandante Jerzy Kłossowski, adido naval da embaixada em Londres, ficou encarregado desta tarefa, porém conseguiu persuadir apenas 177 marinheiros a se juntarem à tripulação, consequência das notícias que chegavam da Polônia e da relativa facilidade de se encontrar trabalho no ocidente para marinheiros qualificados. Os primeiros tripulantes embarcaram em 6 de junho, com os restantes chegando até o dia 19. A preparação para a partida do Błyskawica foi rápida, apesar de problemas de cooperação com os britânicos e de um incêndio rapidamente extinto em uma das salas das caldeiras. Suprimentos, munições, ogivas de torpedo e cargas de profundidade foram embarcadas em 27 de junho. No dia 30 foram realizados testes de eficiência das máquinas, desmagnetização, deviação e radiodeviação, com um protocolo de recebimento da embarcação tendo sido assinado na mesma noite. A Missão Naval nomeou o comandante Bolesław Romanowski como o oficial comandante e o capitão Zbigniew Węglarz como o segundo no comando.
A bandeira polonesa foi hasteada novamente no Błyskawica às 15h00min de 1º de julho de 1947 e ele partiu no mesmo dia para a Polônia. A embarcação chegou em Gdynia às 9h00min do dia 4, depois de passar sete anos e dez meses longe de casa, sendo oficialmente saudado pelo contra-almirante Włodzimierz Steyer, o comandante da marinha. Os comandantes Józef Urbanowicz e Ludwik Szmidt chegaram a bordo em 7 de julho para conversarem com os marinheiros sobre suas permanências na marinha. Dos 177, apenas 32 concordaram em continuar servindo, com os 145 restantes sendo desmobilizados de acordo com seus desejos. Uma tripulação de 116 foi formada e o tenente-comandante Wacław Krzywiec assumiu o comando, com o Błyskawica atuando como navio de treinamento para a Escola de Oficiais da Marinha. O contratorpedeiro realizou um cruzeiro de Świnoujście para Szczecin entre setembro e outubro. Esses cruzeiros de treinamento ocorreram no navio pelos dois anos seguintes, com a tripulação sendo treinada em tempo integral. Os primeiros treinos de artilharia ocorreram na segunda metade de 1948, mas foram limitados pela escassez de munição disponíveis para os canhões britânicos. Steyer inspecionou a embarcação e decidiu em meados de 1949 que ela poderia retornar para o serviço ativo. O Błyskawica passou por reformas de setembro de 1949 a abril de 1950. O tenente-comandante Zdzisław Studziński assumiu o comando em julho de 1950 e no ano seguinte a embarcação foi enviada para trazer de volta à Polônia o navio hidrográfico ORP Kompas, cuja tripulação tinha se amotinado e fugido para a Suécia. Depois disso o contratorpedeiro tornou-se a capitânia da Marinha de Guerra Polonesa, realizando entre 12 e 15 de outubro uma viagem para Leningrado, sua primeira visita a um porto estrangeiro depois da guerra.

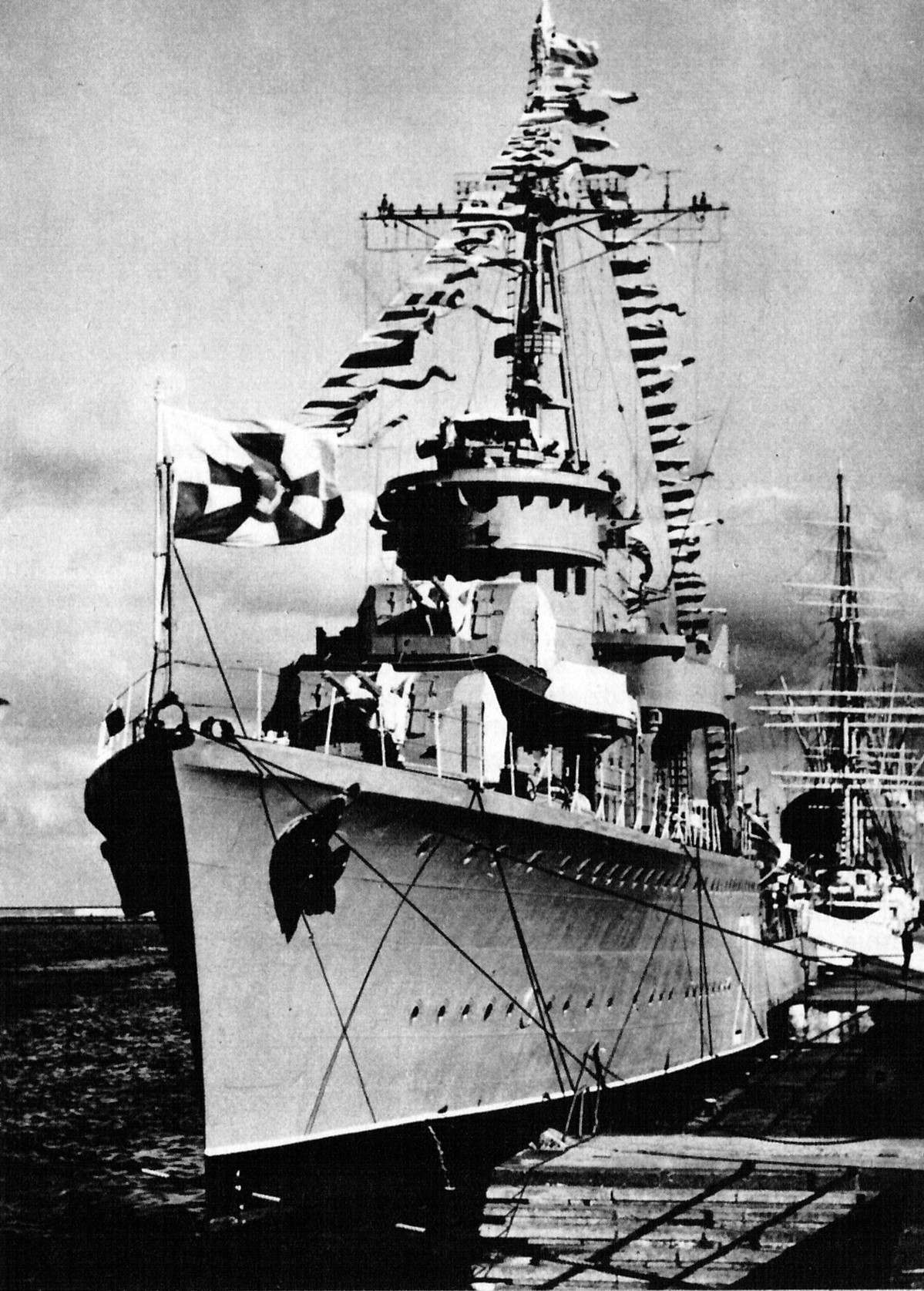
O Błyskawica c. década de 1960

O Błyskawica foi modernizado na virada de 1951 para 1952. O Dia da Marinha foi celebrado em 29 de junho de 1952 e o contratorpedeiro hospedou o presidente Bolesław Bierut, o primeiro-ministro Józef Cyrankiewicz e o marechal Konstantin Rokossovsky, o Ministro da Defesa. O navio foi o único contratorpedeiro polonês até o início de 1956, quando a modernização do Burza terminou depois de seu retorno do Reino Unido. Ambos visitaram o porto soviético de Baltiysk em 24 e 25 de julho. Pouco depois a embarcação fez uma viagem para Portsmouth, porém no caminho foram descobertos problemas no seu sistema de propulsão, que foram corrigidos pela tripulação. No mesmo período, o Błyskawica e o Burza foram incluídos como unidades independentes da Brigada de Defesa Naval, com suas principais tarefas em caso de conflito sendo combater alvos de superfície com artilharia e torpedos, caçar e combater submarinos, bombardeio litorâneo, patrulhas, escolta de navios comerciais e de transporte, e suporte antiaéreo. Os contratorpedeiros poloneses visitaram Baltiysk novamente em julho de 1956, enquanto um ano depois o Błyskawica visitou Estocolmo, na Suécia.
A decisão de enviar o Błyskawica para uma revisão foi adiada repetidas vezes devido a recorrentes problemas técnicos no seu sistema de propulsão e equipamentos eletrônicos, além da decisão da marinha de adquirir dois contratorpedeiros soviéticos. As reformas finalmente começaram em outubro de 1957 no Estaleiro Comuna de Paris e no Estaleiro Naval de Gdynia, durando até abril de 1961. A embarcação retornou ao serviço ativo e à sua função de capitânia em 15 de abril, integrando a 7ª Esquadra de Contratorpedeiros. O general Bohumir Lomský, o Ministro da Defesa da Tchecoslováquia, visitou o navio em 29 de maio. O Błyskawica visitou Helsinque, na Finlândia, entre 25 e 29 de setembro na companhia de dois submarinos. Os anos seguintes foram dedicados a exercícios de rotina com a frota polonesa e exercícios internacionais relacionados com o Pacto de Varsóvia, além de visitas a portos internacionais, incluindo ocidentais. O contratorpedeiro visitou Londres em julho de 1962, Estocolmo em setembro, Copenhague em setembro de 1963, Chatham e Gotemburgo em agosto de 1964 e Leningrado em novembro. O Błyskawica foi para Narvik entre 3 e 7 de maio de 1965 para marcar o aniversário de 25 anos do naufrágio de seu irmão Grom.

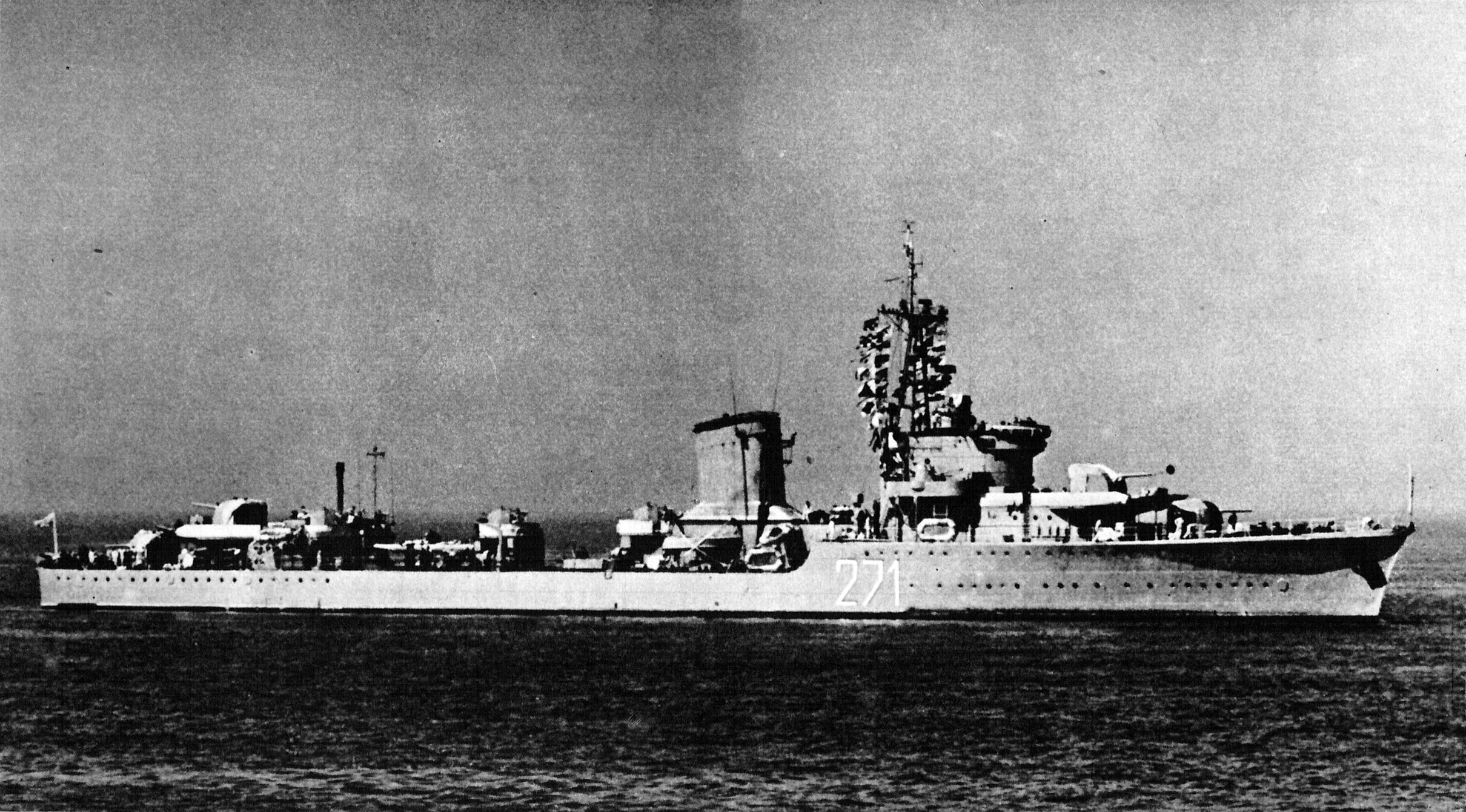
O Błyskawica c. década de 1960

Mecanismos desgastados do navio foram reparados novamente de 22 de setembro de 1965 a 4 de março de 1966, incluindo até a substituição de parafusos. O contratorpedeiro voltou aos cruzeiros de treinamento e realizou sua última viagem internacional entre 20 e 24 de maio de 1966, para Copenhague. Em 9 de agosto de 1967, enquanto o Błyskawica realizava exercícios junto com a Esquadra de Contratorpedeiros, um duto de vapor de alta pressão se rompeu na sala da caldeira nº 2. O vazamento foi rápido e o abastecimento de combustível foi interrompido imediatamente, com escotilhas sendo abertas e o sistema de propulsão desligado. Grupos de emergência correram para jogar água na sala da caldeira. Quatro marinheiros morreram no local, com outros três que ficaram gravemente feridos morrendo depois de serem transportados para um hospital em Gdynia. A embarcação foi rebocada para o porto de Oksywie. Apesar de ter ficado com uma navegabilidade restringida, o Błyskawica mesmo assim continuou a ser usado para fins de treinamento e cerimoniais, sendo rebocado para um encoradouro em 9 de setembro por ocasião de uma revista naval em homenagem ao presidente francês Charles de Gaulle, enquanto em 12 de outubro de 1968 participou das celebrações de 25 anos do Exército Popular Polonês.
Uma comissão especialmente designada pela marinha concluiu que havia a necessidade da substituição de toda a instalação a vapor do Błyskawica. Pareceres de especialistas mostraram que a maioria dos mecanismos e dispositivos do navio já estavam muito desgastados e obsoletos, suas características básicas em si não eram mais adequadas para um serviço moderno e que sua idade não permitiria um tempo muito maior de operação, consequentemente que uma modernização não era aconselhável. A embarcação foi reclassificada em 12 de dezembro de 1969 como um navio de defesa antiaérea e foi designada para a 8ª Flotilha de Defesa Costeira em Świnoujście. O Błyskawica já tinha sido rebocado para o local em junho, tendo sido levado para um estaleiro a fim de ter suas acomodações adaptadas para uma tripulação menor. Pelos anos seguintes ficou estacionado na Baía de Węglowy e depois no Canal Piasta desempenhando tarefas de defesa antiaérea, treinamento de especialistas e alojamento flutuante. Foi decidido em 1974 que o Błyskawica, pela futilidade de seu uso como bateria antiaérea, seria transformado em um navio-museu para substituir o deteriorado Burza em Gdynia. Uma ordem foi emitida em 22 de novembro de 1974 para que o contratorpedeiro fosse retirado de serviço, com seu descomissionamento ocorrendo em janeiro de 1975.

### Navio-museu

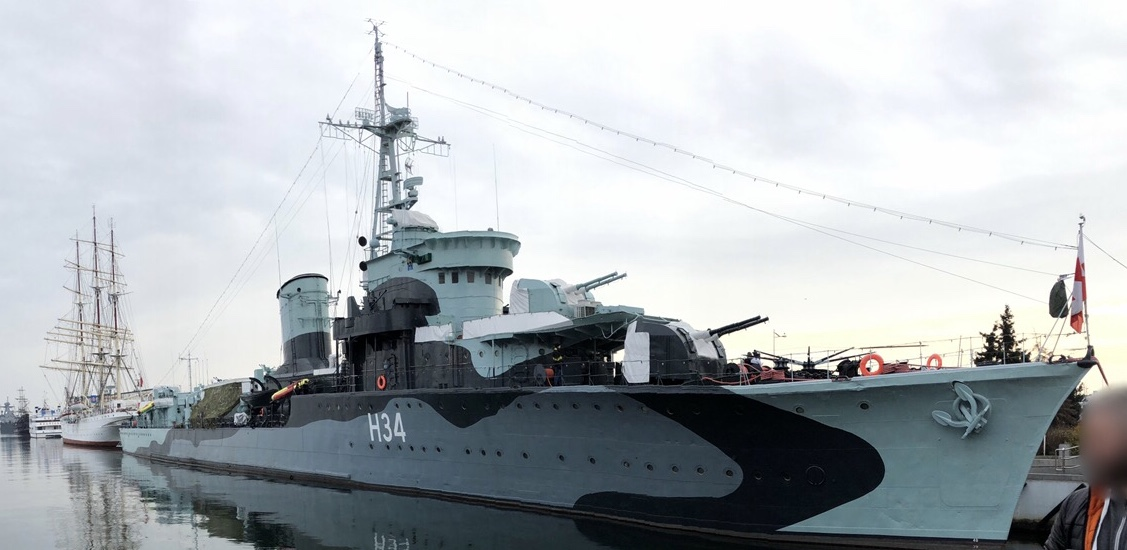
O Błyskawica como navio museu em Gdynia em novembro de 2018

O Błyskawica chegou em Gdynia na noite de 6 de novembro de 1974 rebocado pelo navio de resgate ORP Piast, sendo atracado ao lado do Burza. Foi convertido em um navio museu no ano seguinte. O projeto de adaptação foi preparado pelo engenheiro Władysław Kuś, com o projeto dos interiores sendo feito pelo engenheiro Edmund Roszak. Como parte das reformas de adaptação, salas da proa e a sala dos oficiais foram transformadas em recepções, enquanto salas na popa foram convertidas em salas de exibição. Corredores e escadas também foram modernizados. A sala de máquinas e as salas das caldeiras foram restauradas para que pudessem fazer parte da rota de visitação. A parte submersa do casco recebeu um tratamento especial em uma doca seca para ser preservada e suas duas hélices foram removidas, com os demais trabalhos ocorrendo até 24 de abril de 1976, quando o navio foi atracado no cais sul do porto de Gdynia. O Błyskawica foi aberto para visitação pública em 1º de maio, fazendo parte do Museu Naval de Gdynia.
Os visitantes do Błyskawica tem acesso ao convés com todo seu armamento principal e lançadores de torpedos, podendo também ver um torpedo soviético wz. 53-39, um canhão antiaéreo Bofors de 40 milímetros, uma mina naval soviética wz. 08/39, dois lançadores de bombas de profundidade (o soviético BMB-2 e o Thornycroft original), depósitos de cargas de profundidade e âncoras. Abaixo do convés há acesso para as salas de máquinas, sala de rádio na popa e alojamentos dos oficiais. Há também uma exposição permanente que apresenta toda a história marítima da Polônia, desde dos tempos dos corsários até o presente. Estima-se que entre as décadas de 1970 e 1980 o navio foi visitado em média por duzentas mil pessoas por ano, com pelo menos mais de cinco milhões de visitantes já tendo subido a bordo do Błyskawica até maio de 2005.

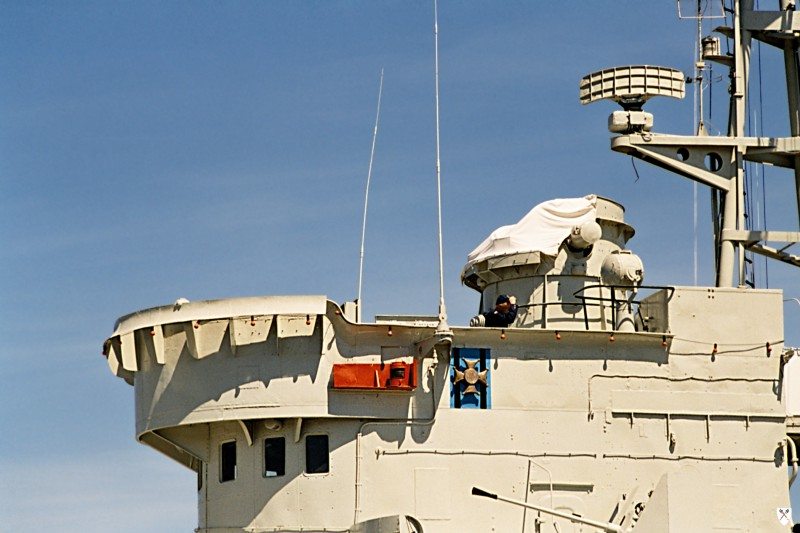
A ponte do Błyskawica condecorada com a Ordem Virtuti Militari

O Conselho de Estado polonês condecorou o Błyskawica em 28 de junho de 1987, por ocasião do aniversário de cinquenta anos de seu comissionamento, com a Cruz de Ouro da Ordem Virtuti Militari "em reconhecimento aos méritos na luta contra o fascismo alemão e na divulgação das conquistas da Marinha de Guerra Polonesa". O ato cerimonial da condecoração foi feito pelo general de exército Florian Siwicki, o Ministro da Defesa. Uma delegação da Frota do Báltico soviética também estava presente. Uma resolução do Conselho de Estado também condecorou dezoito ex-tripulantes com medalhas Por Participação na Guerra Defensiva de 1939.
Por sua vez, em 1992, no aniversário de cinquenta anos do ataque aéreo contra Cowes, o navio recebeu uma placa comemorativa patrocinada pela prefeitura de Cowes. Um acordo de cooperação foi assinado em 28 de junho de 2006 entre o Błyskawica e o Haida, que foi preservado como um navio-museu em Hamilton, no Canadá. Os dois navios fizeram parte da 10ª Flotilha de Contratorpedeiros na Segunda Guerra Mundial e participaram de ações juntos durante a Operação Overlord. Um dia antes houve um concerto da Orquestra Real do Ministério da Defesa do Canadá e da Orquestra Representativa da Marinha de Guerra da República da Polônia a bordo do Błyskawica, com um desfile também ocorrendo nas ruas de Gdynia. Uma cerimônia similar ocorreu em frente ao Haida em 22 de setembro de 2007.
O The World Ship Trust premiou o Błyskawica com o Prêmio de Patrimônio Marítimo em 25 de novembro de 2007, o aniversário de setenta anos de seu comissionamento, por sua notável contribuição para a história marítima mundial. Anteriormente, embarcações como o HMS Victory, Vasa, Mary Rose, USS Constitution e Mikasa também receberam o prêmio. A cerimônia de premiação contou com a presença de representantes The World Ship Trust, incluindo seu presidente lorde Ambrose Greenway, 4º Barão Greenway, além de uma delegação especial da cidade de Cowes. Cinco anos depois o contratorpedeiro recebeu do governo polonês a Medalha Pro Memoria.
O Błyskawica também desempenha papéis cerimoniais, com a graduação de cadetes da Academia de Oficiais da Marinha, promoções de outros oficiais e condecorações ocorrendo a bordo. A embarcação também tem uma tripulação permanente, que mantém um relógio de 24 horas. Desde 1985 existe a Sociedade de Amigos do Navio-Museu Błyskawica, estabelecida em cooperação com a revista Morze. Seu principal objetivo é arrecadar fundos para a manutenção do navio e promover a preservação do contratorpedeiro como museu e lembrança nacional para gerações futuras. Uma sociedade gêmea, chamada de Sociedade Amigos do ORP Błyskawica, existe em Cowes.